# FIM Women’s Motocross World Championship
Die FIM Women’s Motocross World Championships (WMX) sind die FIM-Motocross-Weltmeisterschaften der Frauen.
Die Women’s Motocross World Championships werden seit 2005 international in verschiedenen Ländern mit mehreren Läufen ausgetragen, die im März der jeweiligen Saison beginnen und im September enden.

## Weltmeister
| Jahr | Siegerin         | Hersteller |
| ---- | ---------------- | ---------- |
| 2005 | Stephanie Laier  | KTM        |
| 2006 | Katherine Prumm  | Kawasaki   |
| 2007 | Katherine Prumm  | Kawasaki   |
| 2008 | Livia Lancelot   | Kawasaki   |
| 2009 | Stephanie Laier  | KTM        |
| 2010 | Stephanie Laier  | KTM        |
| 2011 | Stephanie Laier  | KTM        |
| 2012 | Kiara Fontanesi  | Yamaha     |
| 2013 | Kiara Fontanesi  | Yamaha     |
| 2014 | Kiara Fontanesi  | Yamaha     |
| 2015 | Kiara Fontanesi  | Yamaha     |
| 2016 | Livia Lancelot   | Kawasaki   |
| 2017 | Kiara Fontanesi  | Yamaha     |
| 2018 | Kiara Fontanesi  | Yamaha     |
| 2019 | Courtney Duncan  | Kawasaki   |
| 2020 | Courtney Duncan  | Yamaha     |
| 2021 | Courtney Duncan  | Kawasaki   |
| 2022 | Nancy van de Ven | Yamaha     |
| 2023 | Courtney Duncan  | Kawasaki   |
| 2024 | Lotte van Drunen | Yamaha     |